# میچل لوپس نونیس
میچل لوپس نونیس (اسپانیایی: Michel López Núñez‎؛ زادهٔ ۵ نوامبر ۱۹۷۶) بوکسور اهل کوبا بود.